# Treo 270
El Treo 270 es un teléfono inteligente de banda dual GSM con factor de forma Clamshell y teclado tipo QWERTY fabricada por Handspring. Lanzado el 31 de mayo de 2002 por 499 dólares con contrato de servicio, 699 dólares sin contrato, es el cuarto dispositivo en la familia Treo.Cuenta con un teclado completo y su sistema operativo es Palm OS version 3.5.2H. El 270 tiene una pantalla color de 160×160 píxels, 16 MB de Memoria RAM interna y una CPU Motorola Dragonball VZ a 33 MHz.
Durante su desarrollo, el Treo 270 tuvo el nombre en código Atlanta.
El Treo 300 es un modelo gemelo comercializado por Sprint idéntica a la 270, excepto por el uso de cdmaOne en lugar de GSM y venir bloqueado por el operador.

## Características
- CPU: Motorola Dragonball VZ MC68VZ328 a 33 MHz
- GSM banda dual 900/1900 (USA) o 900/1800
- Carcasa: en color gris acero con antena en negro en la zona superior derecha. Con la tapa cerrada se accede a los botones estándar de un dispositivo Palm OS y al levantarla se accede al teclado QWERTY completo
- Conectividad :
  - Puerto IrDA
  - Puerto USB
- RAM: 16 MB SDRAM
- Alimentación eléctrica: Batería de iones de litio 3.7 v 850 mAh propietaria.[2] Viene adherida a la cubierta trasera y no es reemplazable por el usuario (requiere destornillador especial).
- Sistema operativo:  Palm OS 3.5.2H
- Tamaño : 108 x 71 x 21 mm (4.25 x 2.80 x 0.83 pulgadas)
- Peso : 153 gramos (5.40 onzas)
- Pantalla táctil: resistiva CSTN de 160×160 píxels, 4096 colores (profundidad de 12-bit)
- Teclado : completo QWERTY bajo la pantalla protegido por la tapa.
- Mensajería: SMS, MMS, Email